# Richard Lester
Richard Lester (ur. 19 stycznia 1932 w Filadelfii) – brytyjski reżyser i producent filmowy pochodzenia amerykańskiego, znany ze współpracy z zespołem The Beatles.

## Edukacja i wczesna kariera
Lester był z rodzaju „cudownych dzieci”, w wieku 15 lat rozpoczął studia na University of Pennsylvania, gdzie rozwinął zainteresowanie brytyjskim filmem, zwłaszcza komediami ze studia Ealing. W 1953 przeprowadził się do Londynu, gdzie podjął pracę w niezależnej telewizji w charakterze reżysera. Był producentem różnych programów pod nadzorem Petera Sellersa, który zaangażował go do zaadaptowania The Goon Show na potrzeby telewizji jako Idiot Weekly. Program stał się hitem, a po nim nastąpiły kolejne: A Show Called Fred oraz Son of Fred.

## Dalsze osiągnięcia
Lester wyprodukował krótkometrażowy film wspólnie ze Spikiem Milliganem i Peterem Sellersem pt. The Running, Jumping and Standing Still Film – o słynnym zespole The Beatles, a zwłaszcza Johnie Lennonie. Gdy zespół podpisał kontrakt na film w roku 1964, wybrał ze wszystkich ofert właśnie ofertę Lestera. Film fabularny Noc po ciężkim dniu (tytuł oryginalny A Hard Day’s Night) pokazywał przerysowaną i uproszczoną wersję postaci Beatlesów, co okazało się bardzo efektywnym chwytem marketingowym. Wiele użytych w tym filmie innowacji przyjęło się później w teledyskach, zwłaszcza filmowanie z wielu kamer tej samej sceny oraz spontaniczne sceny „na żywo”.
Lester reżyserował też drugi film Beatlesów, Help! w 1965 roku. Przeszedł potem do reżyserowania kilku komedii w stylu 'swinging', takich jak nagrodzony Złotą Palmą na 18. MFF w Cannes Sposób na kobiety (1965) oraz Petulia (1968). Do obydwu filmów muzykę skomponował John Barry.
Zasiadał w jury konkursu głównego na 19. MFF w Cannes (1966).
W latach 70. XX w. Lester był reżyserem wielu różnych filmów, w tym thrillera "Britannic" w niebezpieczeństwie (1974), Powrót Robin Hooda, z Seanem Connerym i Audrey Hepburn, oraz romansu z epoki Kuba (1979), również z Seanem Connerym. Największym sukcesem komercyjnym tego okresu stał się film Trzej muszkieterowie (1973) i jego sequel Czterej muszkieterowie (1974). Filmy były nieco kontrowersyjne w swoim czasie z powodu postępku producentów, Alexandra i Ilyi Salkindów, którzy nie ujawnili aktorom, iż będą to dwa oddzielne filmy – pozwalając im wierzyć, że uczestniczą w pojedynczej superprodukcji (nie było to trudne, gdyż oba były, podzieloną na dwie części, adaptacją jednej i tej samej powieści). W rezultacie wielu aktorów z obsady pozwało Salkindów do sądu.

## Superman
W 1978 Lester podjął się reżyserii Supermana, po tym, jak Salkindowie przyjęli go jako niewymienionego w napisach filmu współproducenta Superman: The Movie, kręconego w tym samym czasie co Superman II, co było sytuacją podobną jak ta przy „Muszkieterach”. Produkcja drugiego epizodu została wstrzymana, gdyż skoncentrowano się na przygotowaniu pierwszego filmu do dystrybucji. Gdy pierwszy film o Supermanie został skierowany do dystrybucji pod koniec 1978, Salkindowie zwolnili reżysera drugiej części, Richarda Donnera, zastępując go Lesterem. Lester właściwie 3/4 filmu wyreżyserował na nowo, przez co został wymieniony jako jedyny reżyser Supermana II. Gene Hackman, grający Lexa Luthora, odmówił gry, więc Lester użył scen dubli oraz dublerów aktora do ukończenia filmu. Wiele takich scen zostało później wykorzystanych w adaptacji na potrzeby telewizji. W listopadzie 2006 sceny bez Luthora zostaną przedstawione po ich ponownym montażu jako Superman II: The Richard Donner Cut.
Lester powrócił jeszcze do postaci Supermana, reżyserując Superman III (1983).

## Późniejsze lata
W 1989 Lester ponownie zwołał zespół aktorski z filmów o muszkieterach by wyreżyserować kolejny sequel, Powrót muszkieterów. Niestety, podczas pleneru filmowego w Hiszpanii bliski przyjaciel Lestera, aktor Roy Kinnear, zginął tragicznie, upadając z konia. Lester dokończył film i postanowił zakończyć karierę reżyserską. Wrócił tylko by wyreżyserować teledysk dla swego przyjaciela, Paula McCartneya: Get Back (1991).
W 1993 zaprezentował Hollywood UK, pięcioczęściową serię filmów brytyjskich z lat 60. XX w. dla BBC.
Ostatnimi czasy Steven Soderbergh wydaje się być reżyserem zainspirowanym twórczością Lestera. Soderbergh napisał w 1999 książkę Getting Away With It której znaczną część stanowi wywiad z Lesterem.